# Starfighters
Starfighters war eine englische New-Wave-of-British-Heavy-Metal-Band aus Birmingham, die im Jahr 1979 unter dem Namen Savage gegründet wurde und sich 1984 wieder auflöste, 1987 wieder zusammenfand und 1989 erneut auflöste.

## Geschichte
Die Band wurde gegen Ende des Jahres 1979 unter dem Namen Savage von Sänger Steve Burton und Gitarrist Stevie Young, Neffe von AC/DC-Gitarrist Angus Young, gegründet. Kurze Zeit später kamen Bassist Doug Dennis, Gitarrist Pat Hambly und Schlagzeuger Spencer Scrannage zur Band. Im Jahr 1980 veröffentlichte die Band ihre erste Single I’m Falling bei Motor City Rhythm Records. Die Band spielte im Herbst 1980 Auftritte im Vorprogramm von AC/DCs Back-in-Black-Tournee und erreichte dadurch einen Vertrag bei Jive Records, einem Sub-Label der Zomba Label Group. Im Jahr 1981 folgte darüber das selbstbetitelte Debütalbum. Hierauf war Steve Bailey als neuer Schlagzeuger zu hören. Im September desselben Jahres ging es auf Tour durch Großbritannien im Vorprogramm der Michael Schenker Group, sowie eine Tournee durch Frankreich zusammen mit Trust. Aufgrund des Erfolgs des Albums in den USA folgte dort eine Tournee zusammen mit Ozzy Osbourne. Im Jahr 1982 folgte dann das zweite Album In-Flight Movie, das von Tony Platt produziert wurde. Nach der Veröffentlichung des Albums trennte sich die Band von ihrem Label, da sie sich von diesem kaum unterstützt fühlte. Nach einigen weiteren Konzerten löste sich die Band im Jahr 1984 auf. Im Jahr 1987 wurde die Band von Burton und Young wiederbelebt. Als Gitarrist kam Rik Sandford hinzu, während Steve Redvers Bass und Jamie Hawkins Schlagzeug spielte. Es folgten lokale Auftritte sowie Pläne für ein weiteres Album. Diese änderten sich jedoch schon bald in die Veröffentlichung einer EP, die vier Lieder enthalten sollte, jedoch auch nie erschien. Gegen Ende des Jahres 1988 verließ Young die Band, um bei AC/DC zu spielen. Die Band setzte ihre Aktivitäten fort, bis Young zur Band zurückkehrte. Wenig später verließ Rik Sandford die Band, um UFO beizutreten. Daraufhin entschieden sich auch die anderen Mitglieder, bei anderen Projekten mitzuwirken. So trat Redvers Totally Suspect bei, ehe er kurzzeitig bei Black Sabbath spielte. Hawkins trat ebenfalls kurzzeitig UFO bei. Durch die Beteiligung an anderen Projekten konnte das Projekt Starfighters nicht fortgesetzt werden, sodass sich die Band 1989 offiziell auflöste.

## Stil
Die Musik wird als eine Mischung aus AC/DC, Rose Tattoo und Blackfoot beschrieben. Vor allem auf dem zweiten Album In-Flight Movie wurden die Einflüsse aus dem Southern Rock deutlicher, um sich möglichst Vergleichen mit AC/DC entziehen zu können. Vergleichbar ist die Band mit Gruppen wie More und Split Beaver. Metalion vom Slayer-Fanzine verglich die Band mit Gruppen wie Aerosmith und Foreigner.

## Diskografie
- 1980: I’m Falling (Single, Motor City Rhythm Records)
- 1981: Starfighters (Album, Jive Records)
- 1981: Alley Cat Blues (Single, Jive Records / Teldec (Deutschland))
- 1981: Power Crazy (Single, Jive Records)
- 1982: In-Flight Movie (Album, Jive Records)